# Federico Bahamontes

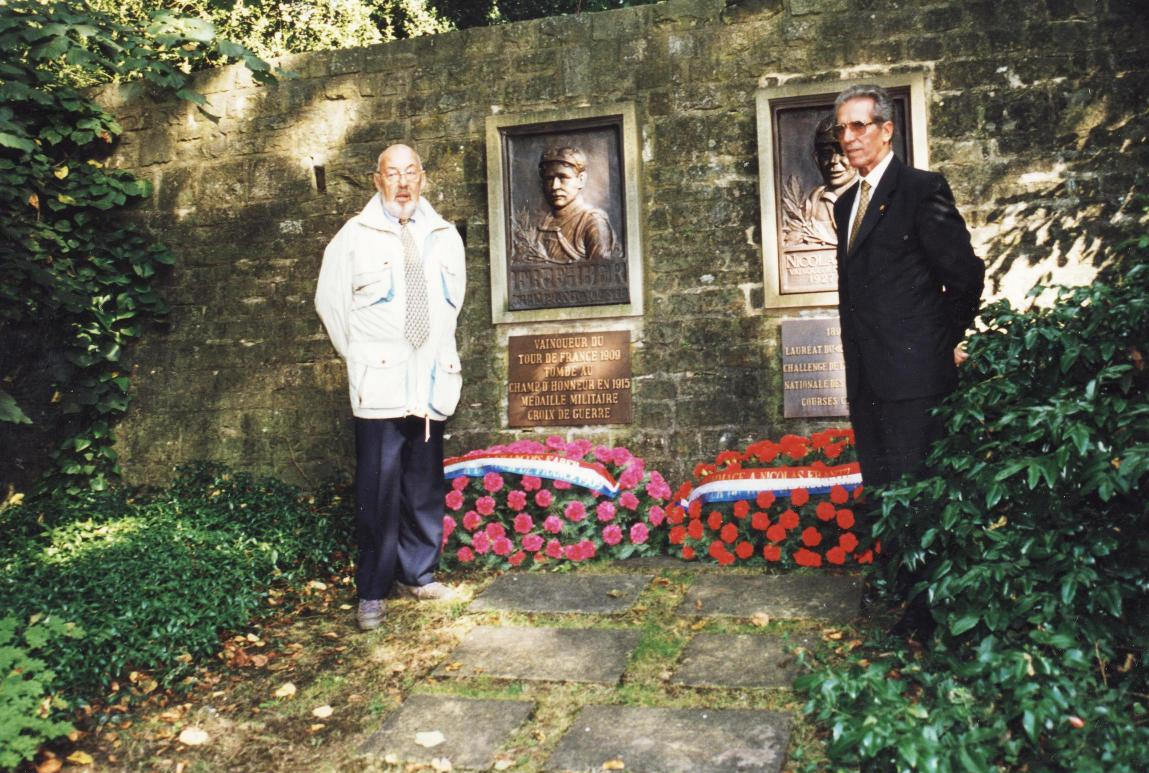
Federico Bahamontes, till höger, och Charly Gaul 1998 framför de luxemburgska cyklisterna François Fabers och Nicolas Frantz minnesplattor.

Federico Martín Bahamontes, född Alejandro Martín Bahamontes den 9 juli 1928 i Santo Domingo-Caudilla i provinsen Toledo, död 8 augusti 2023 i Valladolid, var en spansk tävlingscyklist. Han var framförallt känd som en klättrare och fick därför smeknamnet El águila de Toledo, "Örnen från Toledo".
Bahamontes vann Tour de France 1959, blev tvåa 1963, blev trea 1964 och vann totalt sju etapper. Han vann också bergspristävlingen sex gånger – 1954, 1958, 1959, 1962, 1963, 1964 – ett rekord han delande med Lucien Van Impe fram till och med 2004 då Richard Virenque vann för sjunde gången.
Federico Bahamontes vann också bergspristävlingen i Giro d'Italia 1956 och bergspristävlingen i Vuelta a España 1957 och 1958.

## Meriter
Tour de France
 Totalseger – 1959
 Bergspristävlingen – 1954, 1958, 1959, 1962, 1963, 1964
7 etapper
Giro d'Italia
 Bergspristävlingen – 1956
1 etapp
Vuelta a España
 Bergspristävlingen – 1957, 1958
3 etapper
 Nationsmästerskapens linjelopp – 1958

## Stall
- Splendid 1953–1954
- Mondia 1954
- Terrot-Hutchinson 1955
- Pena Solera-Cacaolat 1955
- ICEP-Girardengo 1956
- Saint-Raphaël-R. Geminiani-Dunlop-Quinquina 1957
- Mobylette Coabania 1957
- Ignis-Doniselli 1957
- Faema-Guerra-Clément 1958
- Mondia-Underberg 1959
- Tricofilina-Coppi 1959
- KAS 1959
- Faema 1960
- VOV 1961
- Margnat-Paloma 1962–1965